# 1430

Jeanne d'Arc gevangen genomen

Het jaar 1430 is het 30e jaar in de 15e eeuw volgens de christelijke jaartelling.

## Gebeurtenissen
- 7 januari - In Sluis trouwen hertog Filips de Goede en prinses Isabella van Portugal.
- 10 januari - De Orde van het Gulden Vlies wordt ingesteld door Filips de Goede bij gelegenheid van zijn huwelijk. Ze moet een tegenhanger worden van de Engelse Orde van de Kouseband.
- 26 januari - Huwelijk van Arnold van Egmont en Katharina van Kleef.
- 31 januari - De hoofdstad Kulmbach van het Vorstendom Bayreuth wordt platgebrand door de Boheemse Hussieten als vergelding voor de rol van de vorst van Bayreuth in de Hussietenoorlog.
- mei-november - Beleg van Compiègne: De Bourgondiërs proberen de stad Compiègne in te nemen, die in handen is van de Franse royalisten.
  - 23 mei - Jeanne d'Arc wordt tijdens deze belegering gevangen genomen door de Bourgondiërs.
- 21 november - Jeanne d'Arc wordt verkocht aan de Engelsen door Jan II van Luxemburg-Ligny en overgedragen aan bisschop Pierre Cauchon.
- 29 december - Filips de Goede hervormt de Camere van Brabant tot een uitsluitend rechtsprekend college.
- Einde van de Ottomaans-Venetiaanse oorlog. De Osmanen veroveren Thessaloniki en moorden de stad grotendeels uit.

## Kunst en literatuur

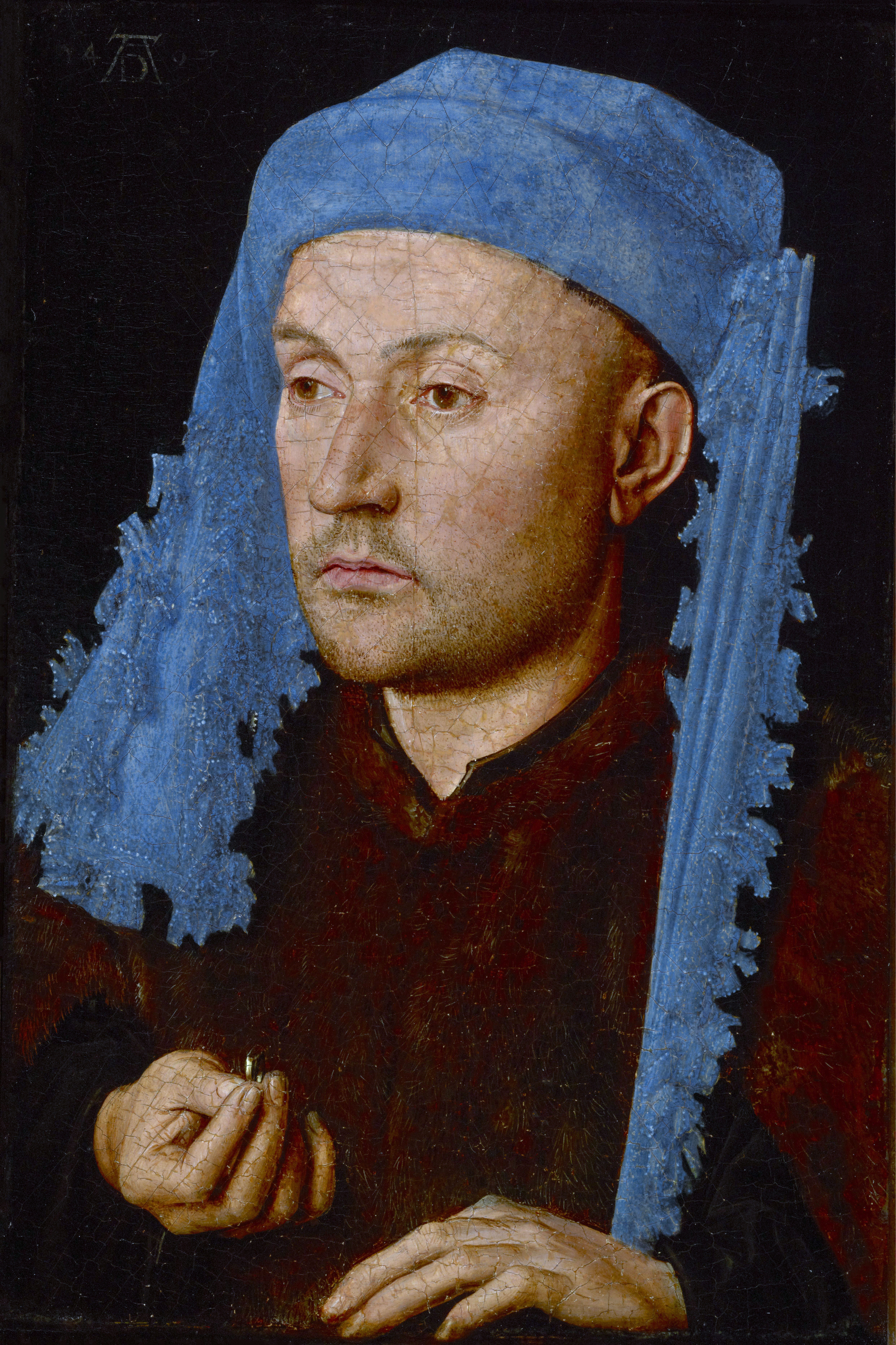
Jan van Eyck: Man met de blauwe kaproen (ca. 1430)
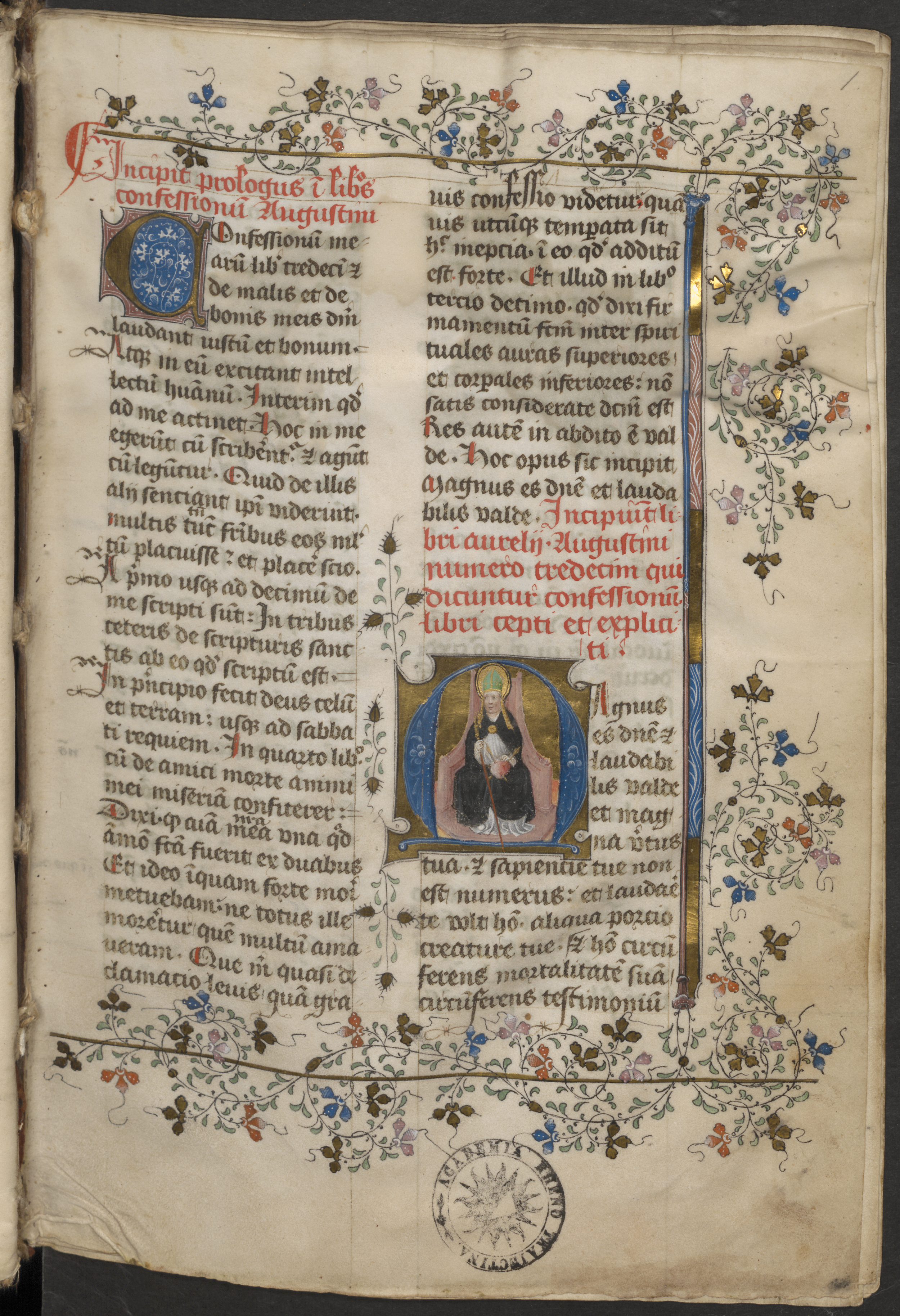
Handschrift 41 (ca. 1430)

## Opvolging
- Bar - Lodewijk I opgevolgd door René I van Anjou
- Brabant en Limburg - Filips van Saint-Pol opgevolgd door Filips de Goede van Bourgondië
- Lan Xang - Youkhon opgevolgd door zijn neef Kong Kham
- Ligny - Filips van Saint-Pol opgevolgd door Johanna van Luxemburg, op haar beurt opgevolgd door Jan II van Luxemburg
- Litouwen - Vytautas de Grote opgevolgd door zijn neef Švitrigaila
- Megen - Hendrik Dickbier opgevolgd door Jan IV Dickbier
- Saint-Pol - Filips opgevolgd door Johanna van Luxemburg, op haar beurt opgevolgd door Peter I van Luxemburg
- Trier - Otto van Ziegenhain opgevolgd door Rhabanus van Helmstatt

## Afbeeldingen

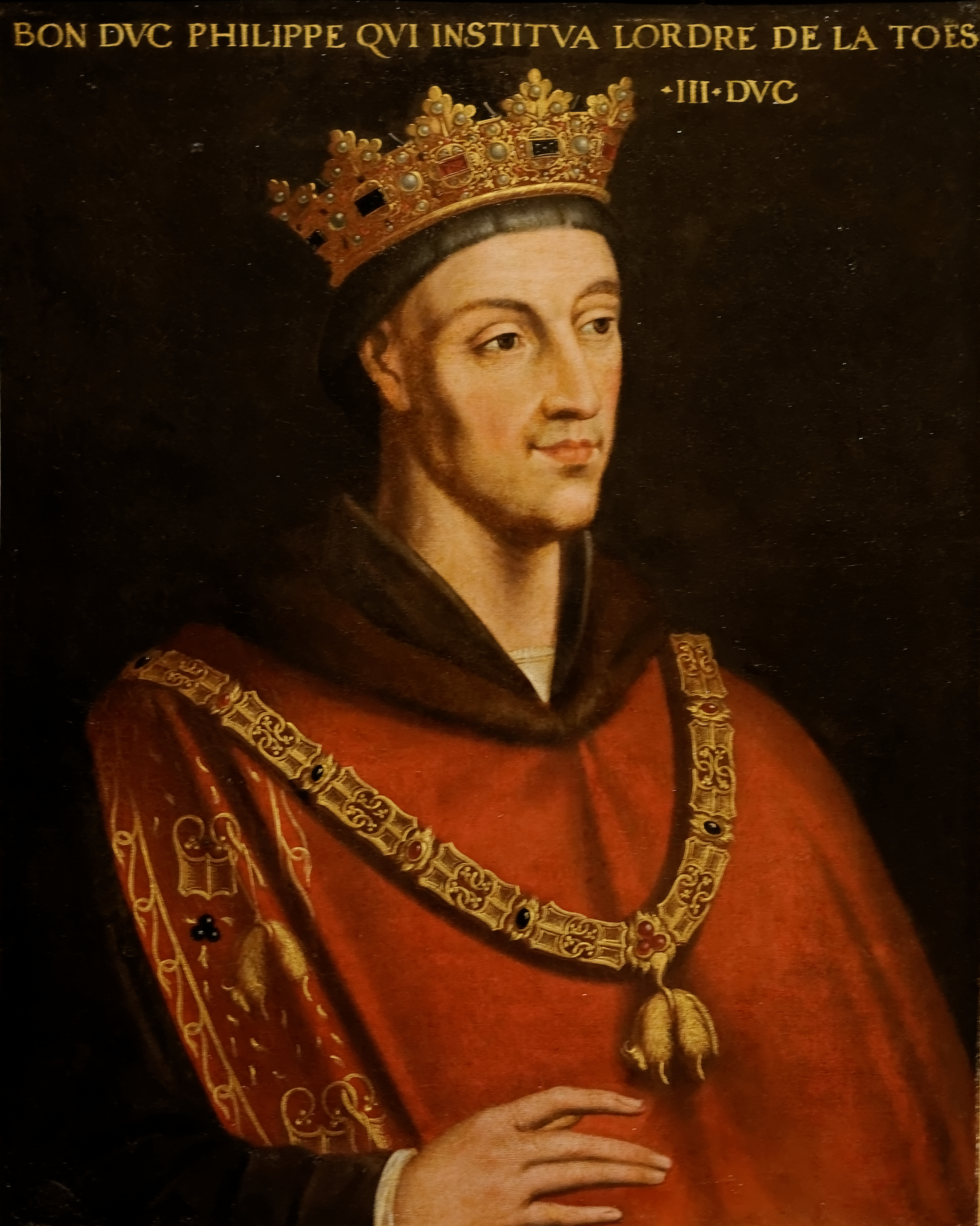
Filips de Goede in het gewaad en de ambtsketen als ordemeester van de Orde van het Gulden Vlies
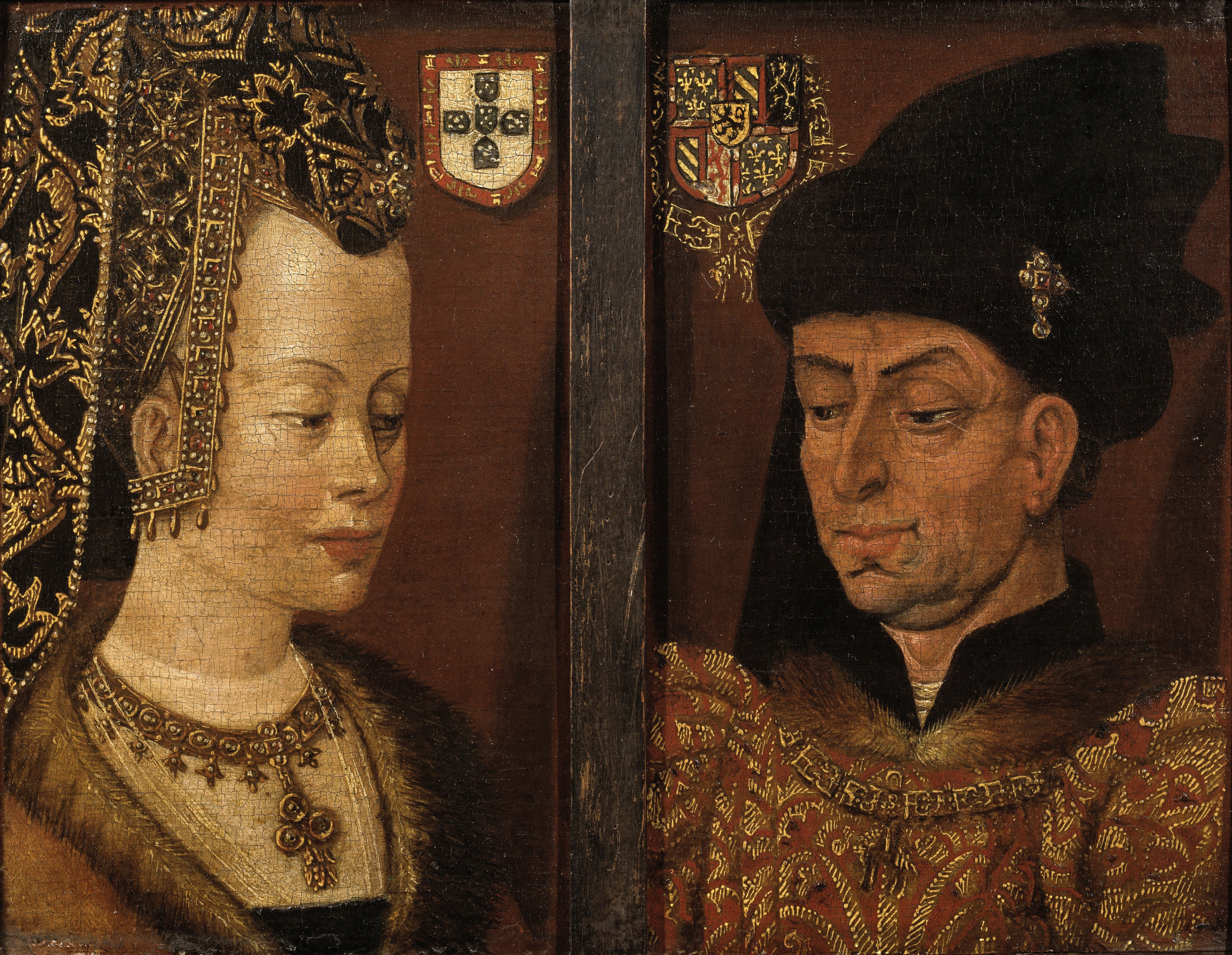
Filips de Goede en Isabella van Portugal
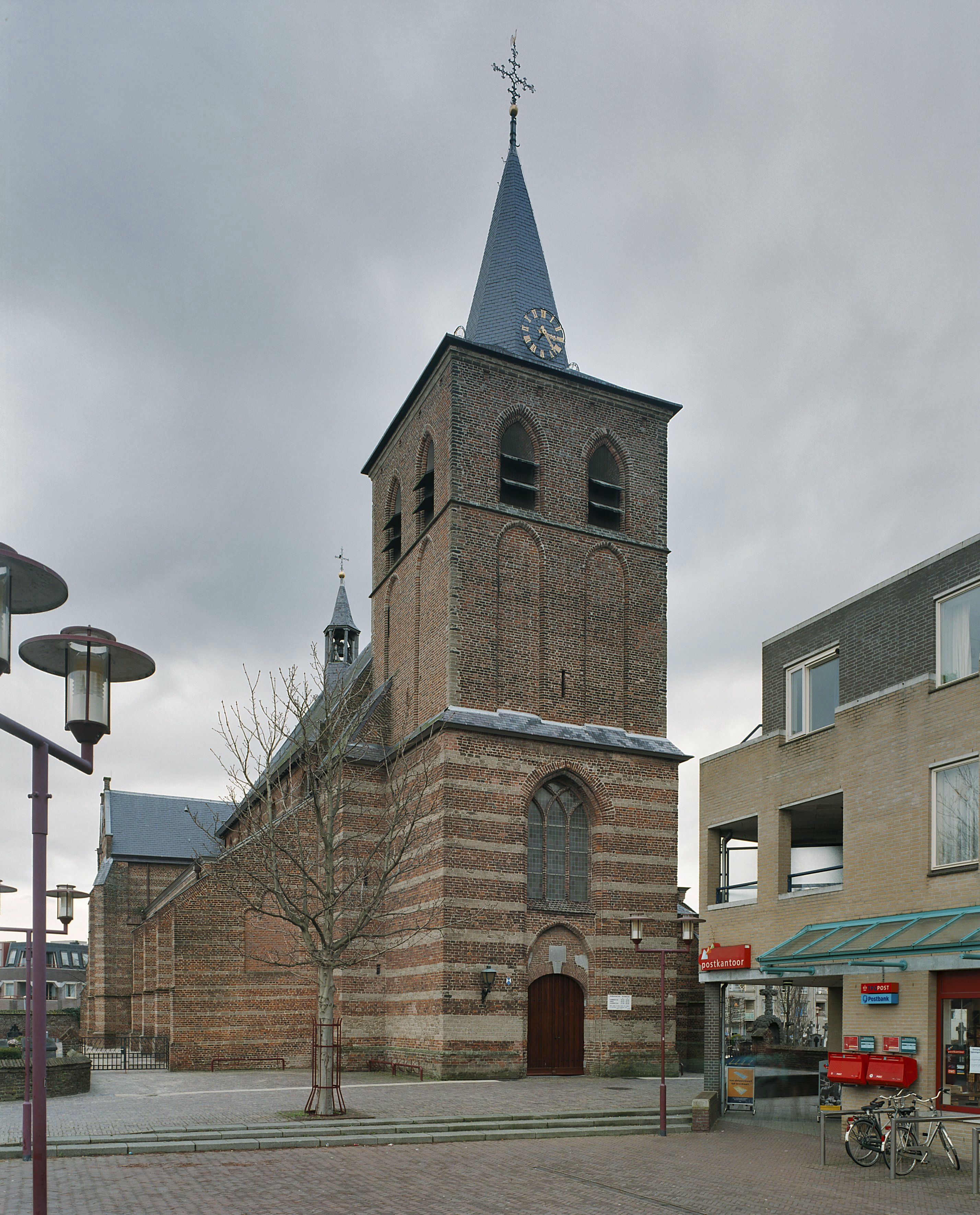
Sint-Lambertuskerk, Rosmalen (toren ca. 1430)
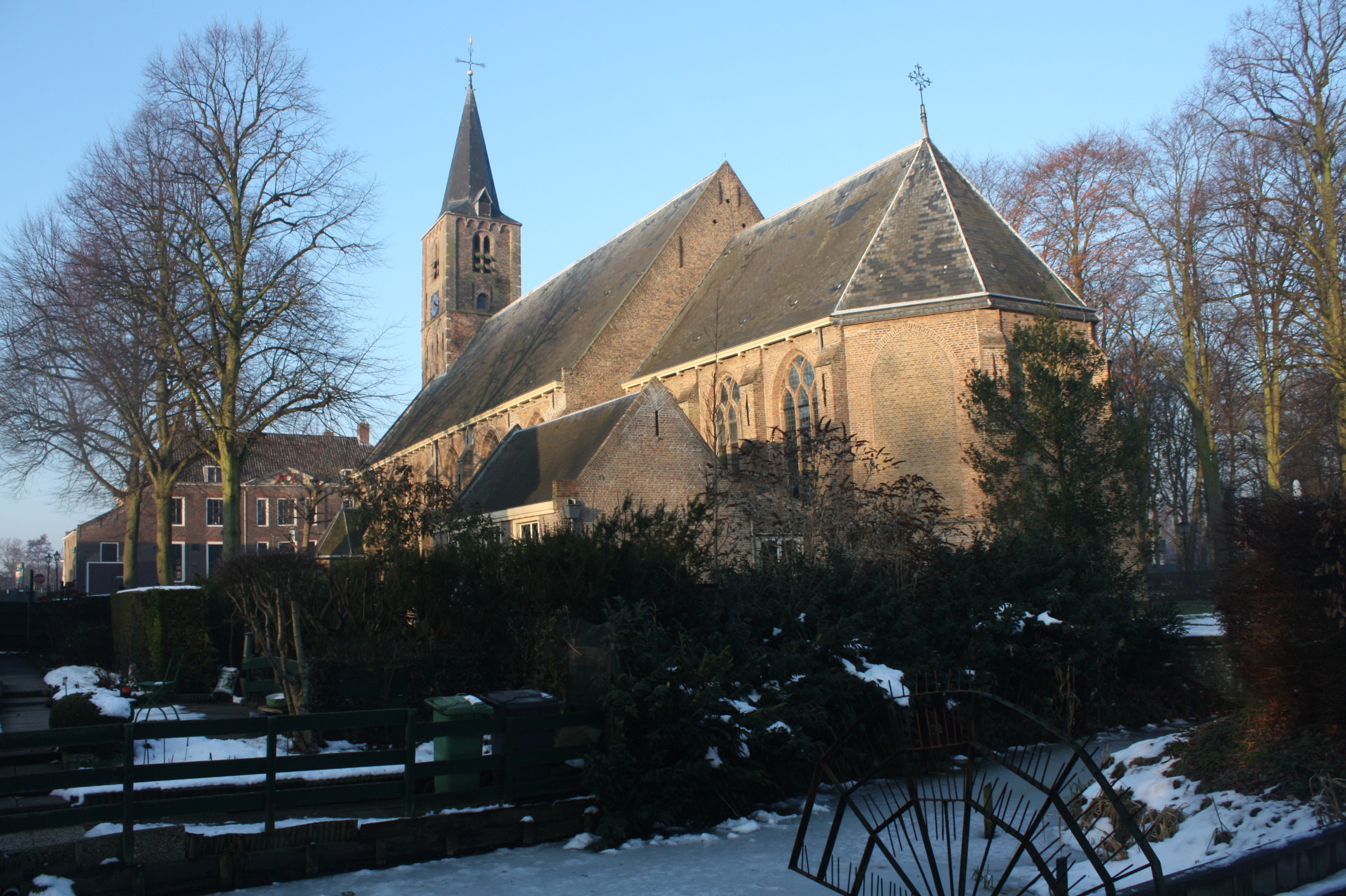
Hervormde kerk, Rhoon (toren en koor ca. 1430)

## Geboren
- 23 of 24 maart - Margaretha van Anjou, echtgenote van Hendrik VI van Engeland
- 11 juni - Edmund Tudor, Engels edelman
- 27 juni - Henry Holland, Engels legerleider
- 16 oktober - Jacobus II, koning van Schotland (1437-1460)
- Dorothea van Brandenburg, koningin van Denemarken
- Ferdinand II van Bragança, Portugees edelman
- Giovanni Bellini, Venetiaans schilder
- Herman van Bronckhorst-Batenburg, Limburgs edelman
- Oliviero Carafa, Napolitaans kardinaal en diplomaat
- Simon III van Lippe, prinsbisschop van Paderborn
- Antoine Busnois, Vlaams liedschrijver (jaartal bij benadering)
- Cosimo Tura, Italiaans schilder (jaartal bij benadering)
- Hendrik van Ranst, Brabants edelman (jaartal bij benadering)
- Joos van Wassenhove, Zuid-Nederlands schilder (jaartal bij benadering)
- Justus van Gent, Vlaams schilder (jaartal bij benadering)
- Lodewijk II van Beaumont, Navarraanse edelman (jaartal bij benadering)
- Marie van Oss, Vlaams abdis (jaartal bij benadering)
- Matteo di Giovanni, Italiaans schilder (jaartal bij benadering)

## Overleden
- 5 januari - Filippa van Engeland, echtgenote van Erik VII van Denemarken
- 18 april - Johan III van Nassau-Siegen, graaf van Nassau-Siegen, Vianden en Diez
- 26 juni - Lodewijk I van Bar, Frans kardinaal en edelman
- 4 augustus - Filips van Saint-Pol (26), hertog van Brabant
- 18 september - Johanna van Luxemburg-Saint-Pol, gravin van Saint-Pol
- september - Robrecht van Massemen (ca. 43), Vlaams ridder.
- 9 oktober - Johann von Bucka (~70), Boheems kardinaal
- 27 oktober - Vytautas de Grote (~80), grootvorst van Litouwen (1392-1430)
- Phommathat, koning van Lan Xang (1428-1429)
- Youkhon, koning van Lan Xang (1429-1430)
- Benedictus XIV, tegenpaus (jaartal bij benadering)
- Waclaw van Krosno, Silezisch edelman (jaartal bij benadering)